# سمیر بن عمار
سمیر بن عمار (انگلیسی: Samir Benamar؛ زادهٔ ۲۳ اوت ۱۹۹۲) بازیکن فوتبال اهل مراکش است.
از باشگاه‌هایی که در آن بازی کرده‌است می‌توان به باشگاه فوتبال اف‌اس‌وی فرانکفورت اشاره کرد.